# Telatrygon zugei
Telatrygon zugei is een vissensoort uit de familie van de pijlstaartroggen (Dasyatidae). De wetenschappelijke naam van de soort is voor het eerst geldig gepubliceerd in 1841 door Müller & Henle.

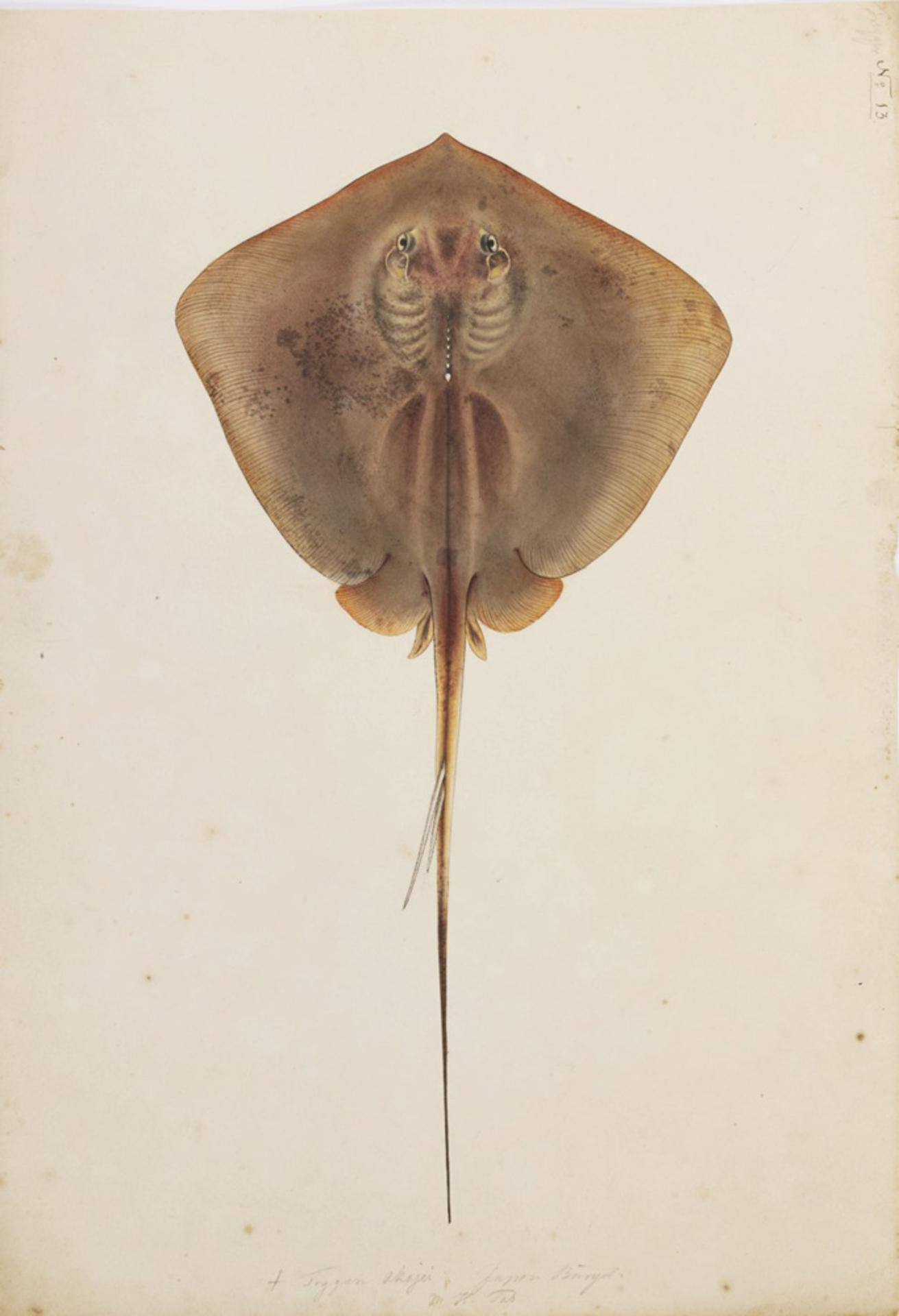
Historische afbeelding door Kawahara Keiga, 1823-1829.